# Mihai Viteazu (Costanza)
Mihai Viteazu è un comune della Romania di 3 466 abitanti, ubicato nel distretto di Costanza, nella regione storica della Dobrugia.
Il comune è formato dall'unione di 2 villaggi: Mihai Viteazu e Sinoie.
Il comune prende il nome da Mihai Viteazul, nome romeno di Michele il Bravo.